# Fügenberg
Fügenberg est une commune autrichienne du district de Schwaz dans le Tyrol.